# Patrik Kotas
Patrik Kotas (* 1. September 1964 in Prag) ist ein tschechischer Architekt und Designer, der sich auf die Gestaltung von Verkehrsbauwerken und öffentlichen Personennahverkehrsmitteln spezialisiert hat.

## Leben

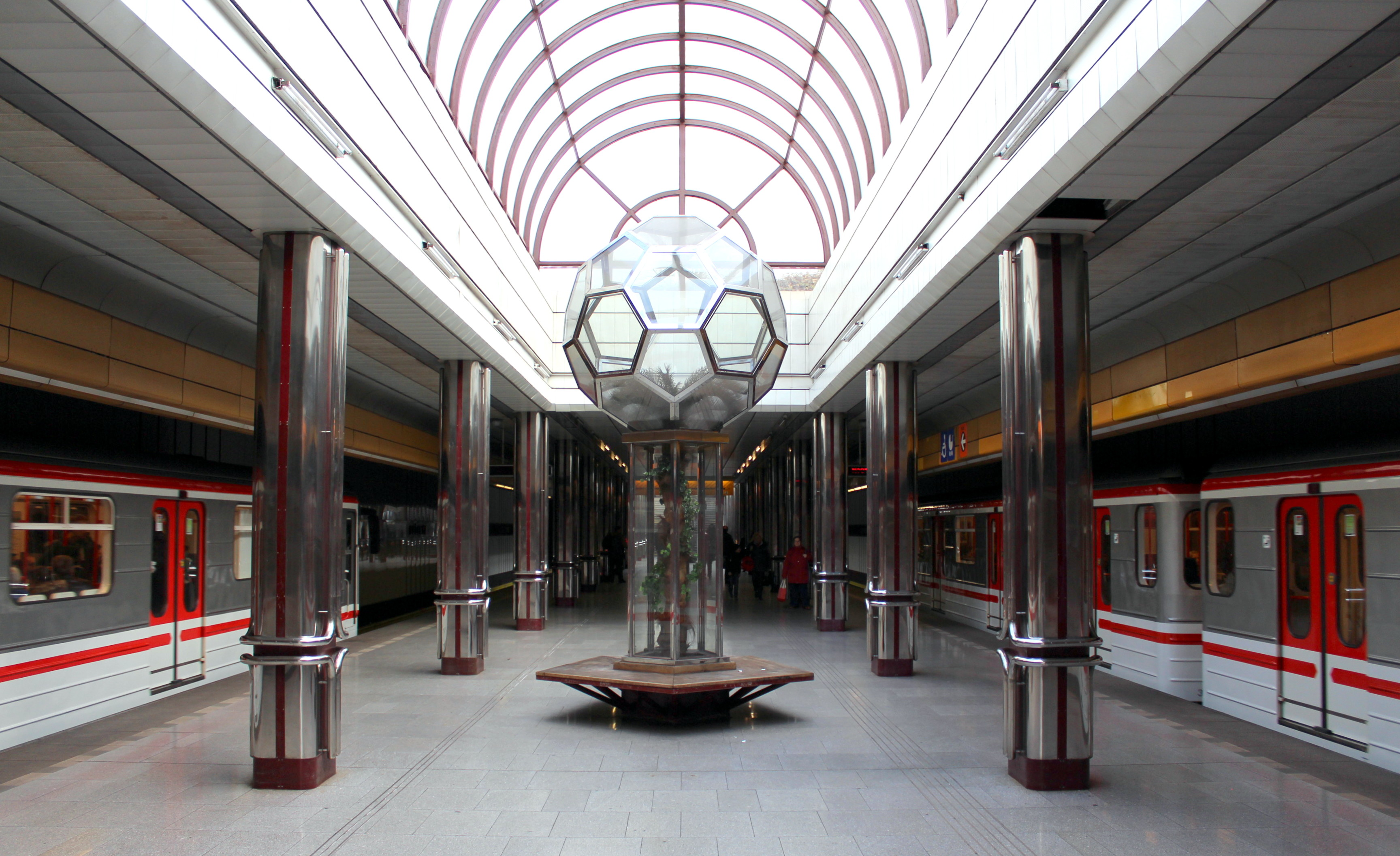
U-Bahnhof Lužiny auf der Linie B aus dem Jahr 1994

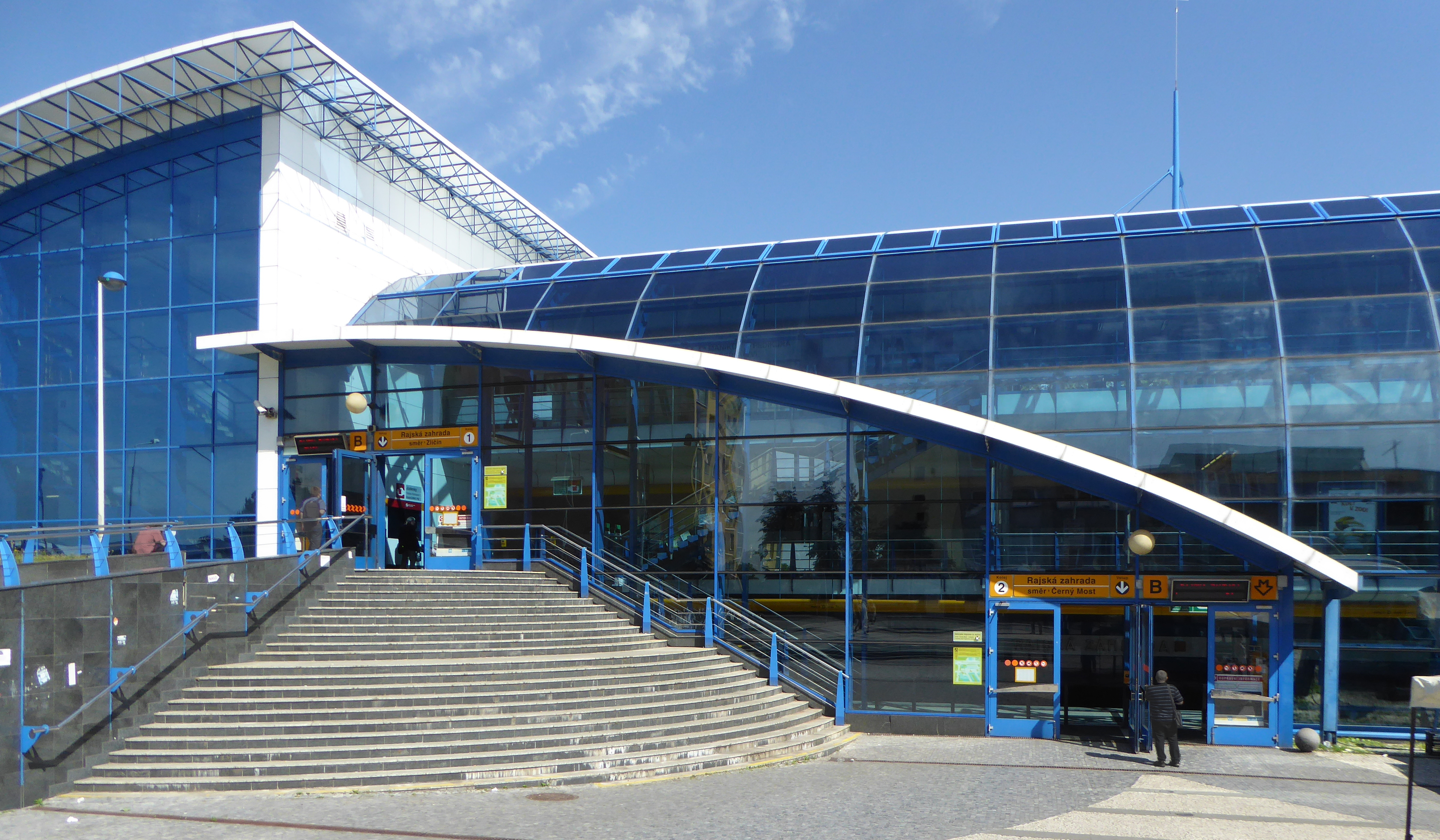
U-Bahnhof Rajská zahrada (Paradiesgarten)

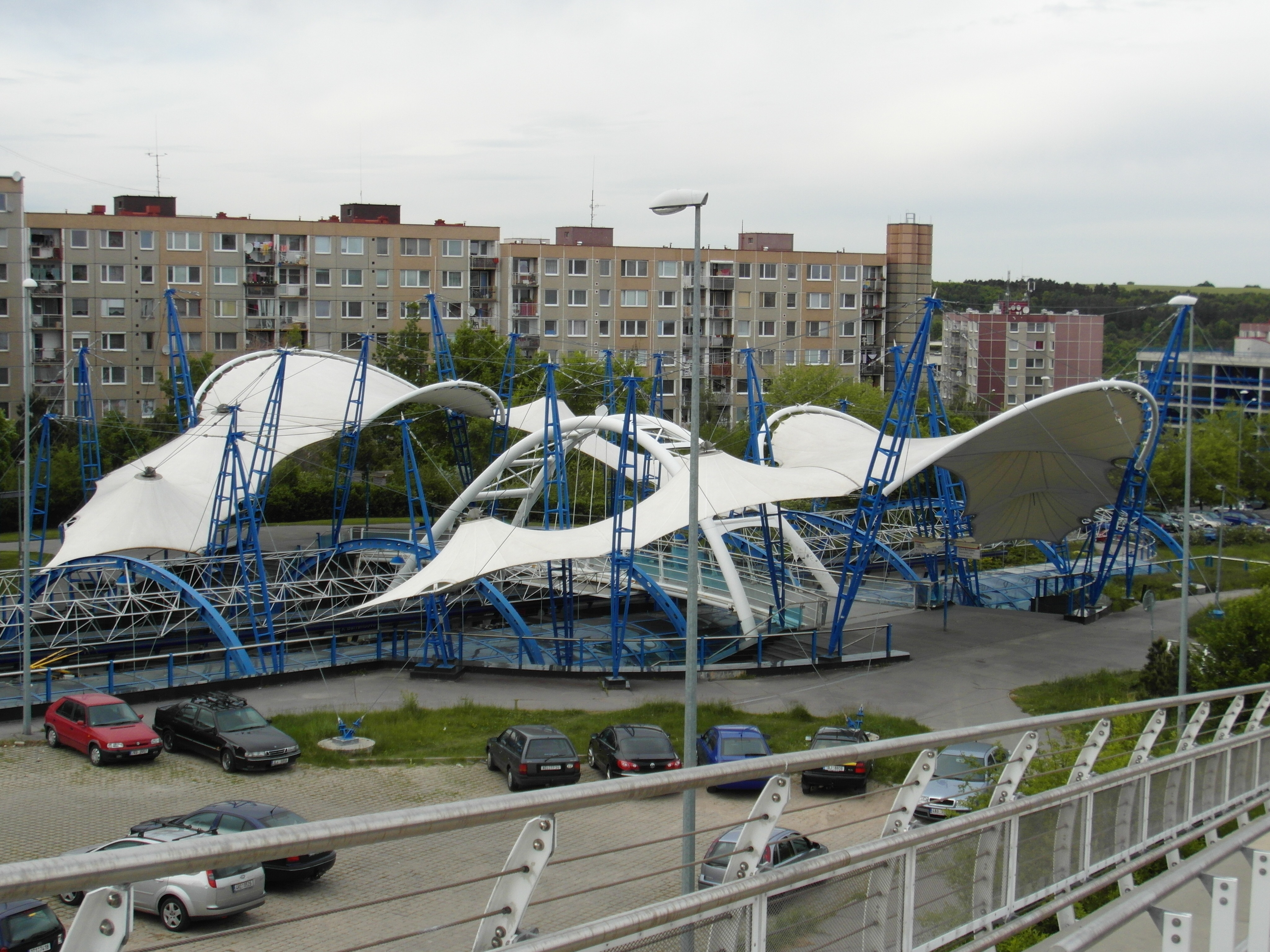
Straßenbahnhaltestelle K Barrandovu auf der Linie Hlubočepy – Sídliště Barrandov

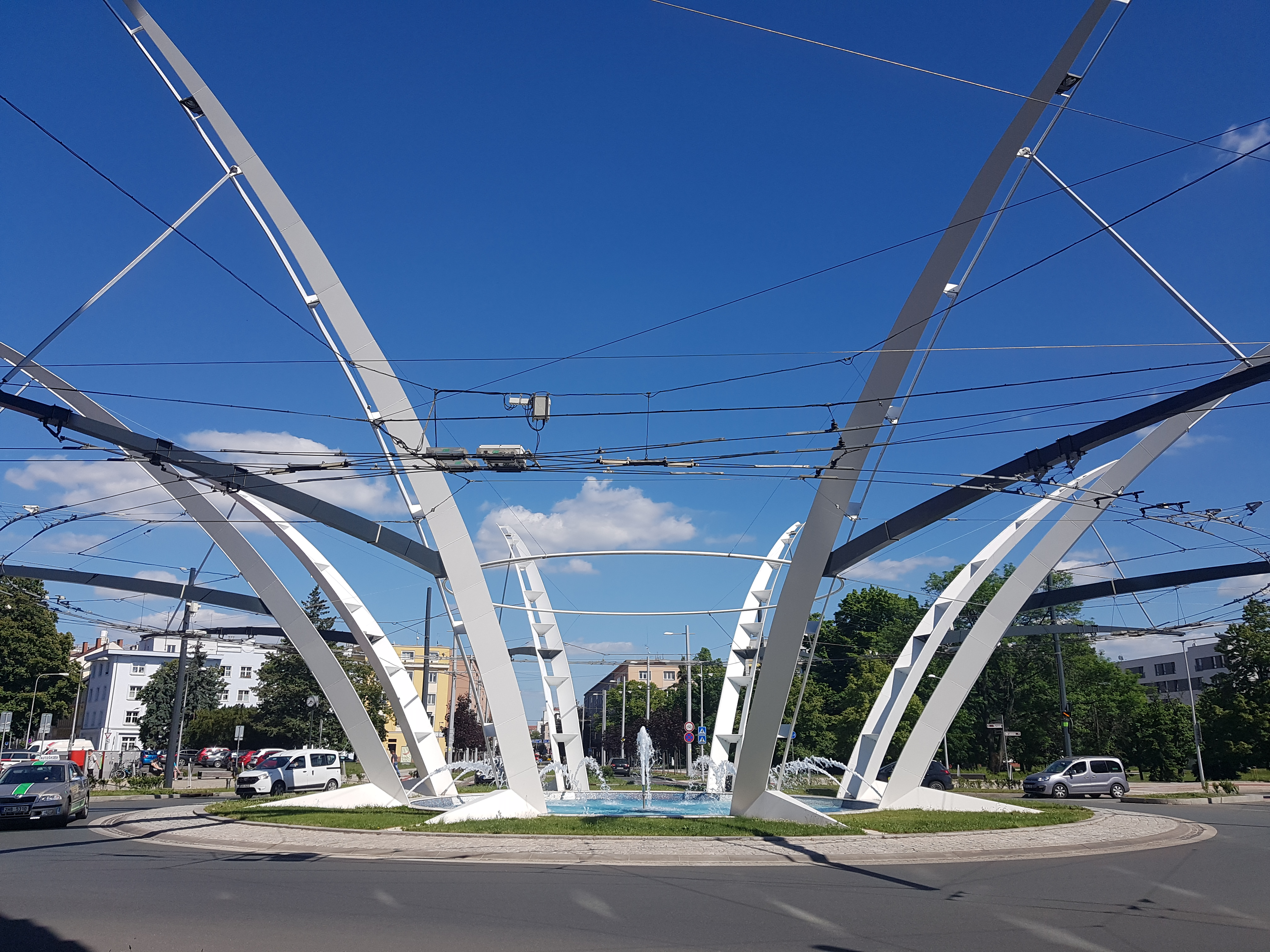
Kreisverkehr Křižovatka Koruna in Hradec Králové aus dem Jahr 2016

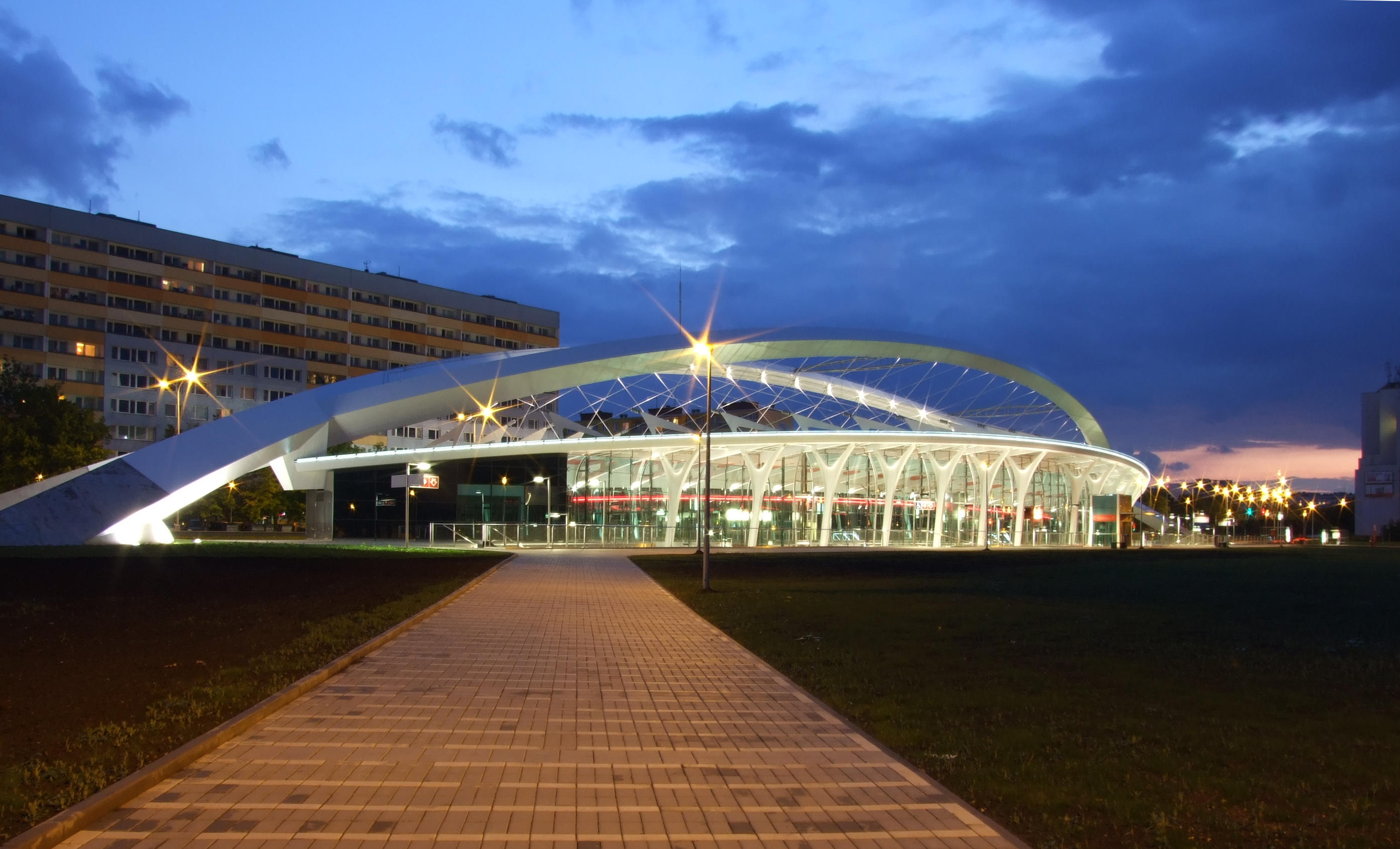
U-Bahnhof der Linie C Střížkov, errichtet 2004–2008

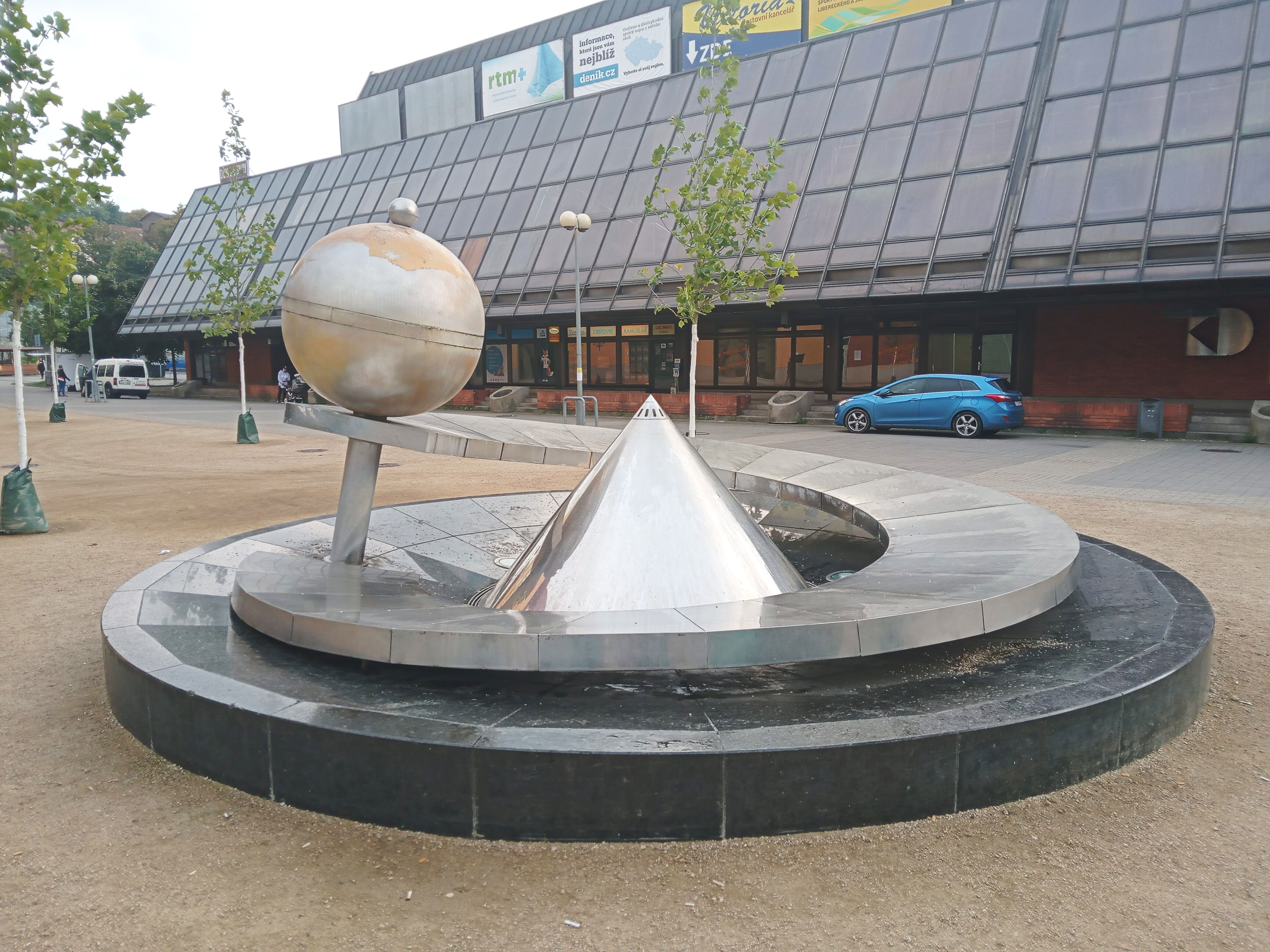
Springbrunnen vor dem Kulturhaus Liberec aus dem Jahr 1998

Von 1983 bis 1988 studierte Kotas an der Fakultät für Architektur der Tschechischen Technischen Universität (ČVUT) in Prag. Im Anschluss wurde ihm durch ein Auswahlverfahren der französischen Botschaft ein einjähriges Praktikum an der École Nationale Supérieure d’Architecture de Versailles bei Henri Bresler gewährt. Nach seiner Rückkehr 1989 begann er hauptberuflich bei Metroprojekt in Prag, wo er zunächst unabhängiger Designer wurde und später als Projektleiter die Gestaltung der neuen Abschnitte der U-Bahnlinie B (Interieur des U-Bahnhofs Lužiny) innehatte. Zugleich arbeitete er als externer Straßenbahn- und Schienenfahrzeug-Designer für ČKD Dopravní systémy.
Nach Genehmigung der tschechischen Architektenkammer gründete Kotas 1993 sein eigenes, auf die Gestaltung von Verkehrsbauten und Massentransportmitteln ausgerichtetes Ateliér designu a architektury unter Intensivierung der Zusammenarbeit mit Metroprojekt. Ein nennenswertes Projekt war der U-Bahnhof Rajská zahrada, ausgezeichnet als „Bauwerk des Jahres 1999“. Im Jahr 2000 begann er für Alstom-Fiat Ferroviaria in Savigliano mit der Gestaltung der ČD-Baureihe 680 für den Eisenbahnkorridor Berlin – Prag – Brünn – Wien. Nach dem Hochwasser 2002 war er Chefarchitekt für den Wiederaufbau von 17 Bahnhöfen der Prager Metro. Seine Kooperation mit Metroprojekt mündete in die Ernennung zum Chefarchitekten für die Gestaltung der Straßenbahnlinie Hlubočepy – Sídliště Barrandov in Prag mit sechs Haltestellen, je zwei Brücken und Tunneln. Die Linie erhielt den Titel „Bauwerk des Jahres 2004“. Die Zusammenarbeit mit ČKD Dopravní systémy (später Siemens) mündete in Entwürfe der Niederflurstraßenbahnen Tatra RT6 und der Metro-Baureihe M1. Schrittweise designte er bei Škoda Ostrov neue Serien von Niederflur-O-Bussen und Omnibussen. Massenverkehrsmittel nach seinen Design-Vorschlägen sind in mehr als zwanzig Städten der Welt im Einsatz, von den USA im Westen bis zu den Philippinen im Osten. In Prag und Brünn bilden Fahrzeuge mit einem von ihm entworfenen Design- und Farbkonzept die Basis des Fuhrparks.
2002 gewann er mit den Architekten Jan Štípek und Jaromír Chmelík den verkehrsstädtebaulich-architektonischen Wettbewerb für die Gestaltung des Bahnhofsvorplatzes einschließlich eines O-Bus-Omnibus-Terminals am Riegrovo náměstí (deutsch: Riegerplatz) in Hradec Králové.
Im Jahr 2001 folgte Kotas einer Einladung von Grandi Stazioni, Tochtergesellschaft der Italienischen Staatseisenbahnen (FS), zur Zusammenarbeit. Nachdem die Firma 2003 die Ausschreibung gewonnen hatte, war er Chefarchitekt für die Projektierung der Neuen Verbindung sowie die Revitalisierung der Bahnhöfe Praha hlavní nádraží, Karlovy Vary und Mariánské Lázně.
2005 entschied sich der Verkehrsbetrieb Prag für Kotas’ Entwurf der Straßenbahn Škoda 15T, die er 2008 mit dem Hersteller auf einer Pressekonferenz präsentierte und die 2011 den regulären Betrieb aufnahm.
 Weiterer Abnehmer der Fahrzeuge war die lettische Hauptstadt Riga.
2010 gewann er mit dem Architekten Tomáš Vymetálek den Wettbewerb für eine neue Raumplanung in Hradec Králové, die 2015 in Kraft trat. Die Idee legte die möglichen Entwicklungsrichtungen bis 2050 fest. In Hradec Králové wurde 2016 für 120 Mio. CZK der Kreisverkehr Koruna (deutsch: Krone) fertiggestellt und als Verkehrsbau des Jahres 2016 ausgezeichnet.
Als 2020 die Stadträte das neue Farbkonzept RebrandingPID für die Fahrzeuge im Prager integrierten Verkehr (PID) ankündigten, befürchtete Kotas eine Verletzung seines geistigen Eigentums, z. B. der Straßenbahn Škoda 15T oder ČKD/Siemens-Metro M1. Über seinen Anwalt warnte er die Stadtverwaltung, dass er sich mit allen Mitteln gegen die geplante Farbgebung wehren werde, weil sich seine Arbeit grundlegend ändern würde und zudem Sicherheitsnormen verletzt werden könnten. Obwohl die Stadt beteuerte, dass die Farbänderung keine Mehrkosten verursache und vor allem bei Neufahrzeugen oder Rekonstruktionen zum Einsatz kommen soll, erklärte er, dass eine Änderung für manche Fahrzeuge nicht möglich sei. Laut ihm besitzt die Lackierung der Metro M1 die Garantie auf die gesamte Betriebsdauer und bei der Straßenbahn 15T besteht ein Großteil der Karosserie aus durchgefärbten Materialien, sodass ein zusätzliches Nach- oder Überlackieren keinen Sinn machen würde. Er beklagte auch die mangelhafte Kommunikation, da die Verwaltung nicht auf Gesprächsanfragen reagierte. Daraufhin nahm die Stadt davon Abstand, den neuen Stil ohne seine Zustimmung auf von ihm entworfene Fahrzeuge anzuwenden, um seine Urheberrechte nicht zu verletzen. Eine Ausnahme stellt die Straßenbahn 15T mit der Nummer 9269 dar, die als Unikat und Werbeträger vom Prager Verkehrsunternehmen Ropid bestellt und bezahlt wurde.
Kotas ist Mitglied der Česká komora architektů (Tschechischen Architektenkammer) und lebt in Kostelec u Křížků. Er unternimmt gern weltweite Exkursionen in den Bereichen Design, Landschaftsbau, Architektur und ist Liebhaber von Blumen, Bäumen, klassischer Musik und Theater. Ein Teil seiner Aktivitäten ist die Garten- und Landschaftsarchitektur, um Leidenschaft und Beruf zu verbinden.

## Lehrtätigkeit
Über ein Auswahlverfahren wurde Kotas 1990 Assistenzprofessor an der Fakultät für Architektur des Instituts für Bauwissenschaften der ČVUT; bis 1992 im Atelier von Milan Rejchl und dann bis 2002 bei Jan Štípek. Nach der Gründung der Fakultät für Verkehrswesen an der ČVUT im Jahr 1993 wurde er mit der Ausarbeitung eines Teils der Lehrpläne betraut, war Mitglied des wissenschaftlichen Beirats und Garant der Studiengänge. Zugleich beteiligte er sich an der Organisation des Kursbeginns am neuen Designinstitut der ČVUT-Fakultät für Architektur. Seine Lehrtätigkeit beendete er 2002 mit der Veröffentlichung der Skripten „Dopravní systémy a stavby“ (deutsch etwa: Verkehrssysteme und -bauten), die sich vornehmlich an Studenten der Fakultäten für Architektur und für Verkehr richteten.

## Ehrungen
- 1999: Bauwerk des Jahres 1999, U-Bahnhof Rajská zahrada in Zusammenarbeit mit Metroprojekt[16]
- 2004: Bauwerk des Jahres 2004, Straßenbahnstrecke Hlubočepy – Barrandov in Zusammenarbeit mit Metroprojekt[3]
- 2009: Bauwerk des Jahres 2009, städtebauliche und architektonische Gestaltung der Bahnstrecke Praha hlavní nádraží – Praha-Libeň (sogenannte Neue Verbindung) in Zusammenarbeit mit Metroprojekt
- 2009: Steel design award 2009, architektonische Gestaltung des Prager U-Bahnhofs Střížkov, in Zusammenarbeit mit Metroprojekt[17]
- 2013: Steel design award 2013, architektonische Gestaltung der Autobahnbrücke Prag-Lochkov (tschechisch Lochkovský most) mit Petr Šafránek[18]
- 2017: Verkehrsbau des Jahres 2016, Kreisverkehr Koruna in Hradec Králové[9]

## Kritik
Kotas wird oft für überteuerte, extravagante und aufwendig zu unterhaltende Bauwerke kritisiert. Einer seiner Kritiker ist der Architekt und Journalist Adam Gebrian, der beispielsweise anhand der Straßenbahnlinie Hlubočepy–Barrandov oder des U-Bahnhofs Střížkov die Problematik von Kotas’ Bauwerken aufzeigte. Er kritisiert sowohl die überteuerten Bauten aber auch ihre unnötige Überdimensionierung, da z. B. Střížkov mit 630 Mio. CZK fünfmal teurer als der U-Bahnhof Kolbenova war. Die riesige Glashalle zum Ein- und Ausstieg in die U-Bahn sei entbehrlich und dem Prager Verkehrsbetrieb fehlen für die problematische Instandhaltung des Gebäudes die nötigen finanziellen Mittel. Kotas bezeichnete dies als oberflächliche Betrachtung und dass von allen Bahnhöfen nördlich des in Holešovice errichteten Střížkov der billigste sei. Seine Größe sei in Länge und Breite identisch mit anderen U-Bahnhöfen und nur eine optische Täuschung, da dort alle Elemente im Freien stehen und nicht unter der Erde verborgen sind. Die bessere Orientierung bei der Suche nach dem Eingang zur U-Bahn würde das Gebäudevolumen rechtfertigen. Der Verkehrsbetrieb muss sich hier auch mit Tauben und deren Hinterlassenschaften auseinandersetzen. Selbst die von Kotas vorgeschlagene Bepflanzung hielt nicht durch, weil sie erfror und die nachfolgende, frostbeständige vertrocknete. An der Haltestelle K Barrandovu auf der Straßenbahnlinie nach Barrandov wurden z. B. die durch ein Geländer unzugänglichen Bänke kritisiert. Der Verkehrsbetrieb führte dafür Sicherheitsgründe an, weil von dem die Haltestelle dominierenden Planendach im Winter Schnee und Eis auf die dort sitzenden Fahrgäste fallen könnte. Kotas selbst gab in einem Interview 2016 zu, dass die auf der Straßenbahnlinie nach Barrandov verwendeten Materialien unglücklich gewählt waren.
Die Publizistin und Kritikerin Karolína Jirkalová von der Zeitschrift Art & Antiques kritisierte z. B. Kotas’ Aussage, er wolle mit seinen monumentalen Bauwerken („stadtbildenden Strukturen“) einen urbanen Eindruck erzeugen, der ihrer Meinung nach aber vor allem durch Dienstleistungen, Infrastruktur und vielfältige Funktionen geprägt sei. Sie verwies auch darauf, dass eine Haltestellenkonstruktion einfach die Menschen vor Regen und Wind schützen sollte. Ihr zufolge  erfüllen Kotas’ Bauten ihre Funktion auf komplexe Art und Weise und zu einem vielfachen Preis.
Der Kreisverkehr Koruna in Hradec Králové, im Volksmund oft „Trnová koruna/Dornenkrone“ genannt, wurde wegen seines Baupreises kritisiert. Die ursprünglich geplanten 65 Mio. CZK des Projekts erhöhten sich auf 120 Mio., die die Stadt in voller Höhe aus ihrem Haushalt beglich. Kritik gibt es auch wegen der scharfkantigen Leitpfosten (Dornen) am Gehweg, die bei einem Unfall Radfahrer oder Fußgänger leicht verletzen könnten. Später versah man sie mit Tennisbällen als „Sicherheitselemente“. Kotas entgegnete, dass die Pfosten vom Radweg abgewandt seien und man sich trotzdem durch alles Mögliche zu Schaden kommen könne. Ein weiterer Kritikpunkt des Kreisverkehrs ist die häufige Staubildung. Obwohl das Projekt die Verkehrsentwicklung bis zum Jahr 2032 ermöglichen sollte, traten schon bald nach der Eröffnung Probleme auf. Das Gesamtprojekt spaltete auch die Vertreter von Hradec Králové.

## Werke (Auswahl)

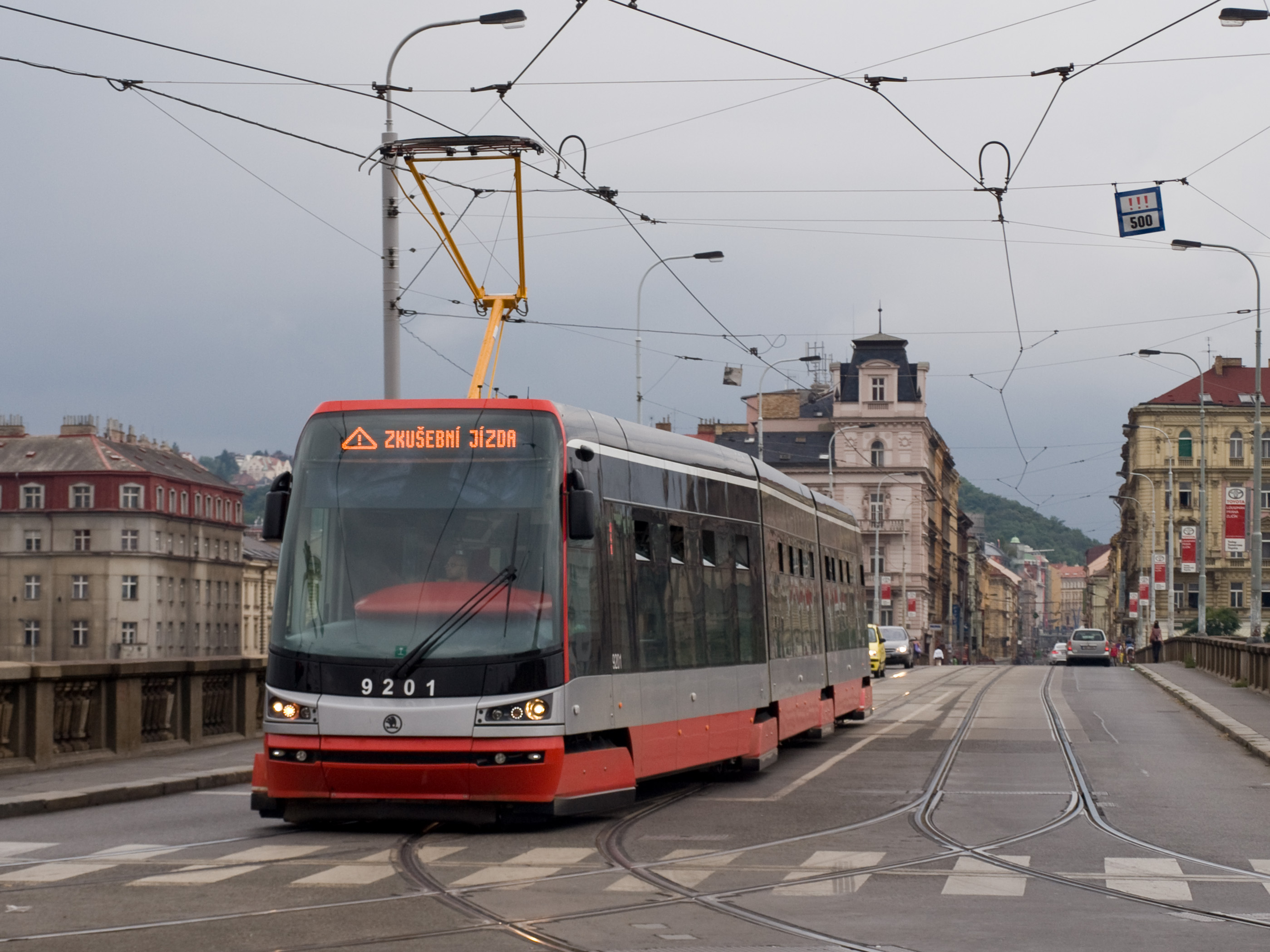
Straßenbahn Škoda 15T

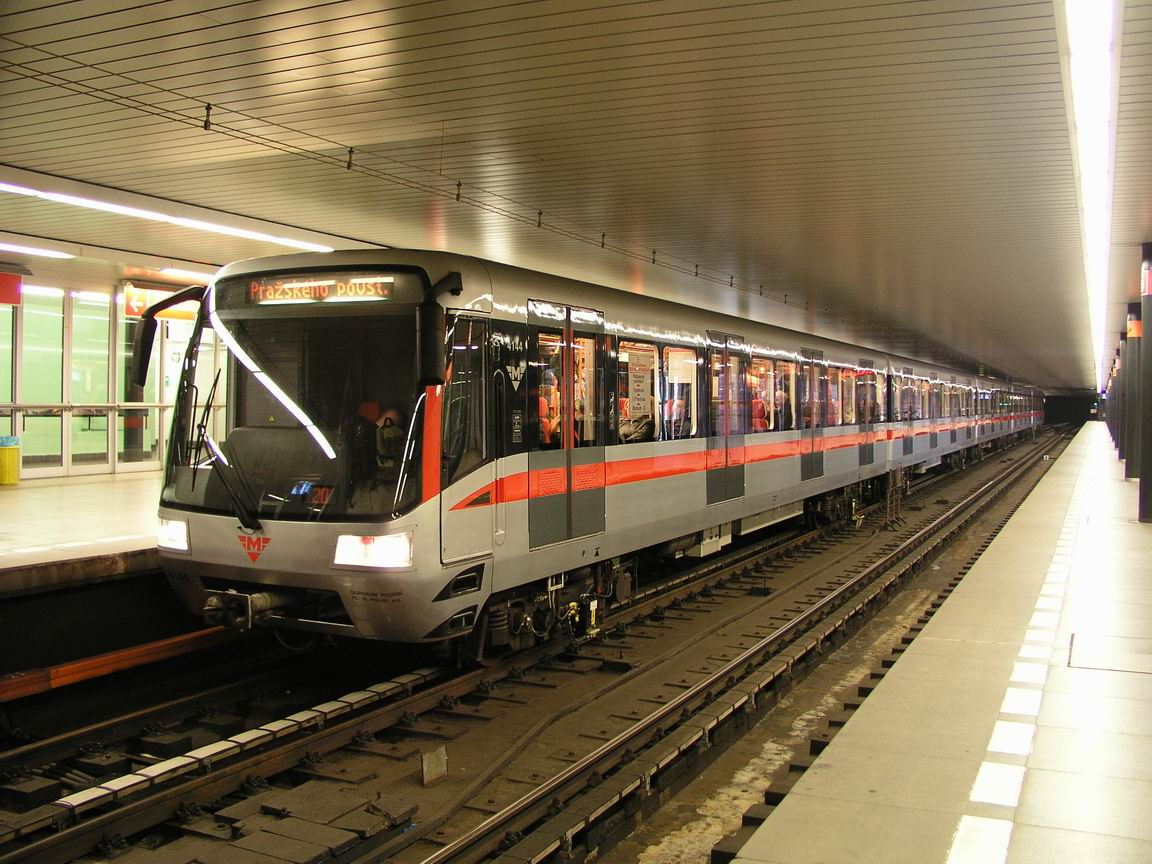
U-Bahntyp M1

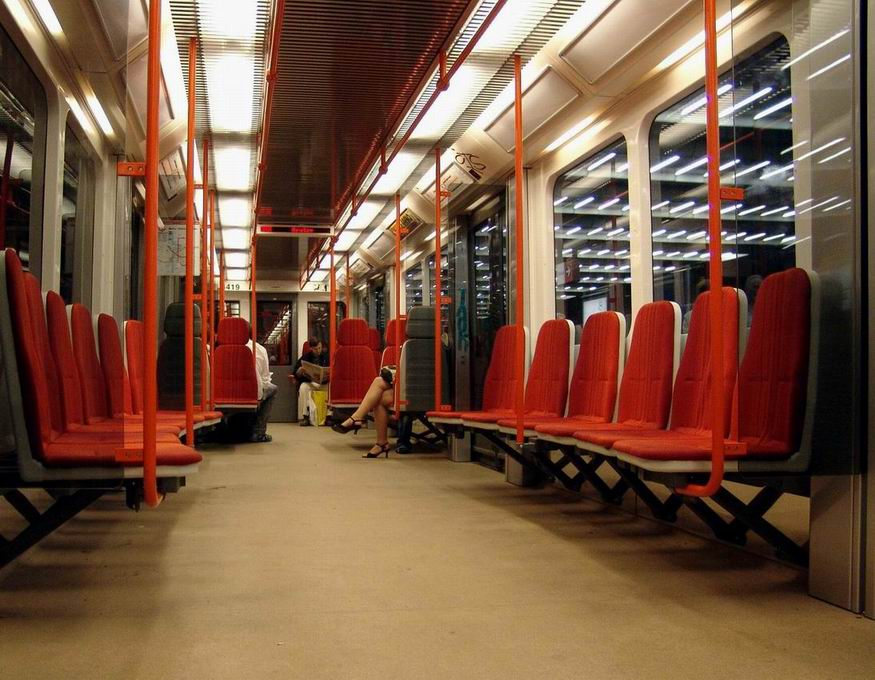
Interieur des U-Bahntyps M1

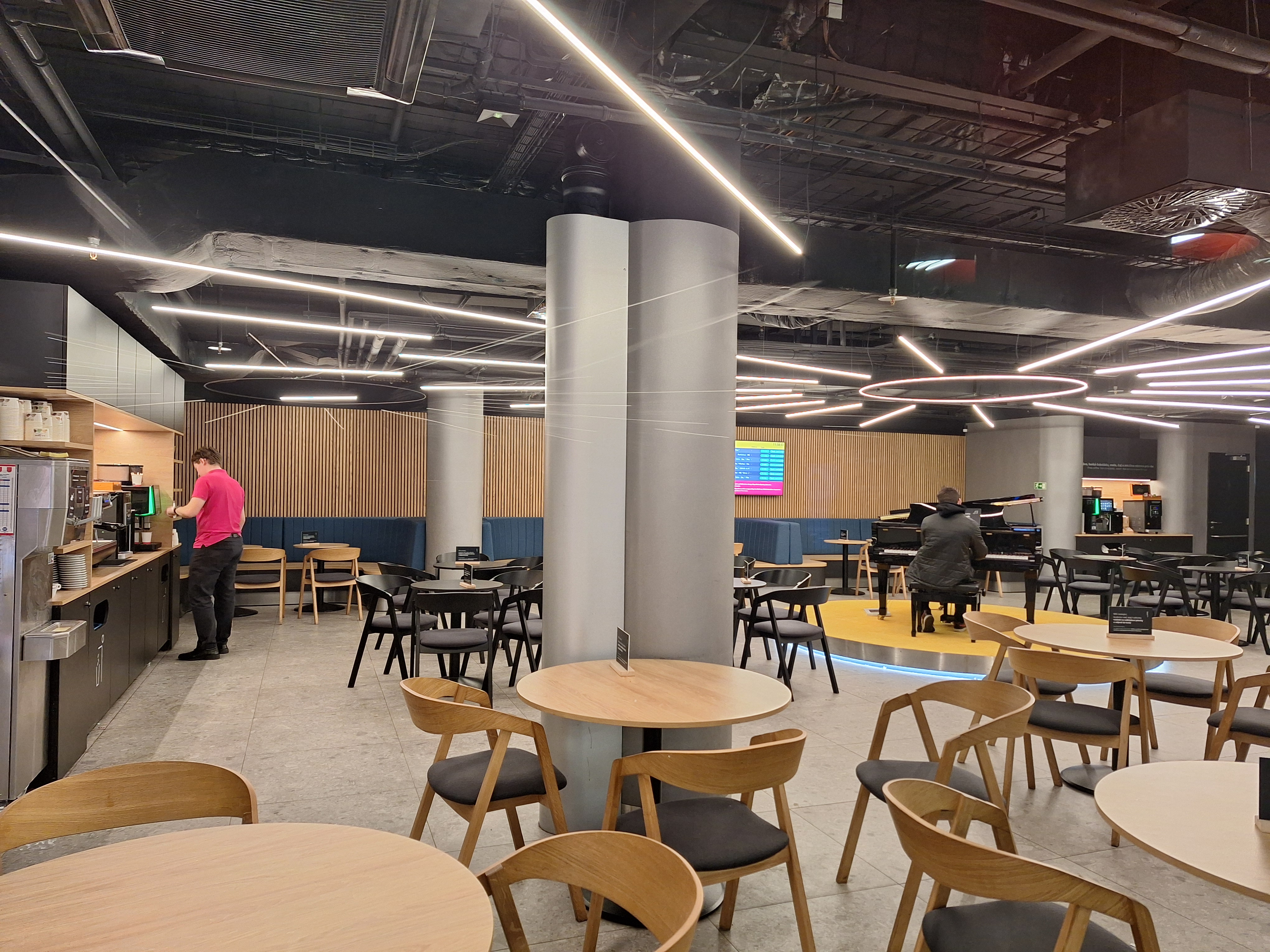
RegioJet-Lounge im Prager Hauptbahnhof

Patrik Kotas ist der Autor einer Reihe von Verkehrsbauten in Prag, Liberec, Mariánské Lázně und Hradec Králové.

### Bauwerke
- 1994: U-Bahnhof Lužiny, Prag
- 1998 – Springbrunnen am Kulturhaus Liberec[36]
- 1995–1999: Straßenbahndepot Mrštíkova, Liberec
- 1996–1998: ÖPNV-(Bus-Straßenbahn-)Terminal Fügnerova, Liberec[37]
- 1998–2000: U-Bahnhof Rajská zahrada, Prag
- 2000: Verkleidung der Betonröhre des oberirdischen U-Bahn-Abschnitts Rajská zahrada–Černý most, Prag
- 2002: Rekonstruktion des Straßenzugs Karmelitská/Újezd, Prager Kleinseite
- 2004–2010: Straßenbahnlinie Hlubočepy – Sídliště Barrandov, Prag
- 2003–2004: Haltestellen, Brücken, Tunnelportale und Elemente von Verkehrsanlagen, Prag
- 2004–2010: Neue Verbindung und Streckenabschnitt Praha hlavní nádraží–Libeň
- 2004–2008: U-Bahnhof Střížkov, Prag
- 2006–2008: ÖPNV-(Bus-Straßenbahn-)Terminal in Hradec Králové
- 2006–2012: Revitalisierung des Prager Hauptbahnhofs
- 2009–2010: Rekonstruktion des Bahnhofs Mariánské Lázně
- 2011–2012: ÖPNV-Terminal in Mariánské Lázně[38]
- 2008–2012: Autobahnbrücke in Prag-Lochkov (tschechisch Lochkovský most) in Zusammenarbeit mit Petr Šafránek[39]
- 2013–2015: drei Haltestellen und ein Viadukt der Stadtbahn Cagliari (MetroCagliari)[26]
- 2015–2016: Kreisverkehr Koruna, Hradec Králové[40]
- 2014–2021: Anlegestellen für Fahrgastschiffe an der Elbe in Lovosice und Dolní Zálezly[41][42]

### Verkehrsmittel
- Design der Metro-Baureihe M1[1]
- Design der Straßenbahn Tatra RT6[1]
- Modernisierung der Straßenbahn Tatra T6A5
- Design der Straßenbahn Tatra RT8D5 für Manila (Philippinen)
- Design der Straßenbahnen Tatra RT6N1, Tatra RT6S, Škoda 15T; Front- und Heckpartie für die modernisierten Typen Tatra T3R, Tatra T3S und Tatra K2R
- Design der Autobusse Škoda 21Ab, SOR EBN 9, SOR EBN 9,5, SOR NS 12 und SOR NS 18; Design der Elektrobusse SOR EBN 11
- Design der Oberleitungsbusse Škoda 21Tr, Škoda 22Tr, Škoda 32Tr und Škoda 33Tr, Designänderung für die modernisierten Typen Škoda 14TrM und Škoda 15TrM
- Farbkonzept und Innendesign der ČD-Baureihe 680 „Pendolino“[2]
- Interieur der RegioJet-Reisezugwagen Astra Bpmz 20-90[43]
- Design der RegioJet-Fernverkehrswagen des Typs EuroCity/InterCity
- Redesign und Innenraumrekonstruktion von Schlaf- und Liegewagen der Firma Wagon Service Travel (WSBA) für den Nachtfernverkehr

### Weitere Projekte
- Revitalisierung des öffentlichen Raums in Kostelec u Křížků[15]
- 2024 – Design der Lounge für RegioJet-Kunden im Prager Hauptbahnhof[44]